# Новый регионализм
Теория нового регионализма (англ. New Regionalism Theory) — теория взаимозависимости и взаимодействия региональных факторов в условиях глобализации, разработанная шведскими учёными Б. Хеттне и Ф. Содербаумом в 80-х годах XX века.
Согласно теории, в процессе регионального строительства сегодня принимают участие не только и не столько государства, сколько негосударственные образования, а сам процесс регионализации, в отличие от недавнего прошлого, охватывает практически все сферы жизни общества.

## Предпосылки возникновения
Теоретическое осмысление регионализма берет начало в 1950-х годах на фоне становления и постепенного развития процессов европейской региональной интеграции. Научные труды исследователей того времени были посвящены изучению межгосударственного взаимодействия в экономической и военной областях, выражавшегося в условиях биполярного противостояния в формировании группировок закрытого типа. Данный подход, названный впоследствии старым регионализмом, потерял свою актуальность к середине 70-х годов прошлого столетия, и на смену ему пришел регионализм новый.
Возникновение теории нового регионализма в 1980-х годах было обусловлено:
- начавшимся переходом от биполярной к многополярной (по мнению авторов, возможно, трёхполярной) системе международных отношений;
- относительным ослаблением гегемонии США и ростом их лояльности по отношению к процессами регионализации;
- перестройкой глобальной политико-экономической системы и преобладанием в ней трёх столпов: Европейского союза, Североамериканской зоны свободной торговли и Азиатско-Тихоокеанского региона;
- распадом Вестфальской системы, в центре которой находились национальные государства, и ростом экономической, политической и социальной взаимозависимости;
- процессом глобализации финансовой, торговой, производственной и технологической сфер, что привело, в свою очередь, к новой структуре международного разделения труда;
- спадом популярности движения неприсоединения и изменением отношения к неолиберальному экономическому развитию и политическим системам в развивающихся странах[2]

## Отличия от старого регионализма
- Субъектами регионального строительства в старом регионализме считались исключительно государства, в новом — и государства, и негосударственные акторы (части государств, НПО, ТНК и т. д.);
- проблематика старого регионализма строилась вокруг сотрудничества в военной и экономической области, новый регионализм изучает взаимодействие во всех сферах общественной жизни;
- старый регионализм был направлен на защиту региональных игроков от негативного воздействия глобализации, напоминая протекционизм; новый регионализм, в свою очередь, расценивает растущую экономическую взаимозависимость и сотрудничество государств внутри региона как составную часть развития мировой экономики и предпосылку процессов глобализации;
- преобладание «закрытых» для вступления новых членов группировок при старом регионализме, преобладание «открытых» интеграционных объединений при новом;
- старый регионализм развивался «сверху вниз», то есть инициатива исходила от правящих кругов, в то время как новый регионализм развивается «снизу вверх».

## Особенности

### Содержание теории
Новый регионализм представляет собой всеобъемлющий, многоуровневый процесс приобретения региональным пространством однородности в самых разных областях, среди которых особое значение придается культуре, безопасности, экономике и политике. Процесс этот протекает на нескольких уровнях:
- глобальном;
- межрегиональном;
- внутрирегиональном.

При этом, регион на современном этапе мирового развития в условиях нового регионализма превращается из объекта международных отношений в их полноценного субъекта. Именно субъектность региона в новом, глобализирующемся мире, является одной из ключевых идей теории.
Видное место в научных трудах Б. Хеттне и Ф. Содербаума занимает понятие региональности, озвученное впервые именно авторами теории нового регионализма. Региональность представляет собой финальный результат совмещения регионализма и регионализации. Региональность определяет уровень сплоченности региона и степень развития процессов регионального строительства. К пяти стадиям региональности относятся:
1. региональное пространство
2. региональный комплекс
3. региональное сообщество
4. региональная общность
5. региональное государство[4]

### Регионы по Б. Хеттне и Ф. Содербауму
Существует три стадии региональной организации:
- «дорегиональная» стадия, когда потенциальный регион представляет собой географический и социальный конструкт с четкими границами, не имея при этом специализированных инструментов региональной кооперации
- стадия межгосударственного регионального взаимодействия/ региональной интеграции, когда в формирующемся регионе происходят диктуемые потребностями рынка и общества в целом процессы культурного, экономического, политического и военного сотрудничества
- финальная стадия региональной организации, когда регион представляет собой активного участника международных отношений, обладая собственной региональной идентичностью, легитимностью и выверенным механизмом принятие решений[2].

### Будущее нового регионализма
Все регионы мира объединены в три большие группы:
1. Регионы, составляющие «ядро» мировой системы, то есть те регионы, которые имеют наибольший вес в современном мире: Северная Америка, Европа и Восточная Азия. Для них характерен высокий уровень экономического развития и политической стабильности (хотя не все из них являются демократическими государствами), что позволяет им избегать как межгосударственных, так и внутригосударственных конфликтов. Целью регионального строительства в таких регионах является рост их влияния в мире посредством обретения доступа к новым ресурсам и рынкам сбыта.
2. Регионы, находящиеся на промежуточной стадии своего развития, то есть между «ядром» и периферией: Южная Америка, Центральная Европа и Юго-Восточная Азия. Эти регионы стремятся войти в «ядро» мировой системы, совершенствуя свои экономические и политические системы. Однако к промежуточной стадии иногда относят и те регионы, которые постепенно теряют свой вес, рискуя попасть в число периферийных районов.
3. Регионы на периферии мирового развития, то есть регионы с нестабильными в политическом и стагнационными в экономическом плане системами (войны, беспорядки, отставание в развитии). Целью регионального строительства в их ситуации является борьба с разрушительными процессами социальной изоляции и периферизации. Создаваемые в этих целях интеграционные объединения не обладают существенным влиянием[5].

В целом, новый регионализм призван содействовать росту стабильности мировой системы, повышению конкурентоспособности регионов в условиях глобализации, снижению регионального неравенства и сближению темпов роста экономики.

## Применение теории
Теория нового регионализма сегодня широко применяется на практике. Она нашла свое отражение во многих документах Европейского союза, являющего на данный момент ведущим региональным объединением мира («Хартия по регионализму» 1988 года, «Декларация по регионализму в Европе» 1996 года и т. д.). Особое значение новый регионализм приобретает в регионе Балтийского моря («Стратегия ЕС для региона Балтийского моря»), где ведётся планомерная работа по всем областям сотрудничества. Взаимодействие в регионе Балтийского моря носит сетевой характер, то есть происходит, как и завещала теория нового регионализма, между общественными организациями, образовательными учреждениями, приграничными территориями, НПО и т. д., в то время как межгосударственная кооперация носит второстепенный характер.

## Критика
Теория нового регионализма нередко подвергается критике видных экспертов в данной области исследований.
Так, британский ученый Дж. Лаверинг посвятил одну из своих работ выявлению недостатков подхода нового регионализма.
Во-первых, по мнению Лаверинга, понятие региона, занимающее центральную роль в трудах Б. Хеттне и Ф. Содербаума, в выделенной теории носит излишне абстрактный характер, не имеющий ничего общего с существующей реальностью. Лаверинг отделяет «обстоятельный» подход к новому регионализму (Sophisticated New Regionalism) от подхода, по его мнению, «упрощённого» и «грубого» (Vulgar New Regionalism), приобретающего сегодня всё больший вес. Обстоятельный подход занимается изучением идеализированных моделей лишь в теории, в то время как «вульгарный» новый регионализм стремится применить такие нередко излишне обобщенные, абстрактные и «сырые» модели в жизни.
Во-вторых, Лаверинг критикует Б. Хеттне и Ф. Содербаума за упрощение в теории нового регионализма его экономической составляющей. По его мнению, авторы концентрируют свое внимание лишь на микроэкономических показателях, которые, естественно, не могут быть применены к мировой экономике в целом. Для Лаверинга «новый регионализм — это набор историй о том, как могут работать лишь некоторые составляющие экономики любого региона, к которому прибавлен набор предложений по политическому урегулированию, применимый лишь в некоторых случаях».
Ещё один британский ученый Дж. Харрисон своем труде, посвященном анализу нового регионализма, подвергают теорию критике за то, что она нивелирует роль национальных государств на фоне роста влияния регионов и является излишне политизированной.

### На русском языке
- Щипков В. А. Некоторые аспекты концепции Б. Хеттне «новый регионализм»/ В. А. Щипков// Историческая и социально-образовательная мысль. — 2015. — с. 88-90

### На английском языке
- B. Hettne, F. Söderbaum. Theorising the rise of regionness. / Hettne B., F. Söderbaum. // New Political Economy, Vol 5, No 3 (December). — 2000. — Pp.457-472.
- B. Hettne, F. Söderbaum. The New Regionalism Approach / Hettne B., Söderbaum F. // Politeia, Vol 17, No 3 — 1998. — Pp. 6-21.
- B. Hettne. Beyond the ‘new’ regionalism / Björn Hettne // New Political Economy, 2006 — Vol. 10. No. 4. — P. 543—571.
- J. Harrison. Re-reading the new regionalism — a sympathetic critique. Space and Polity, 10 (1) — 2006. — Pp.21-46
- J. Lovering. Theory led by policy? The inedaquacies of «the new regionalism» in economic geography illustrated from the case of Wales / Lovering J. — 1998. — 26 p.